# Minor Threat
Minor Threat fue una banda estadounidense de hardcore punk, activa desde 1980 hasta 1983, siendo participantes activos de la escena de Washington D. C., denominada posteriormente DC Hardcore.
Su actividad musical fue relativamente corta, pero pese a eso, su influencia en la escena punk mundial es enorme, tanto musical como ideológicamente, son responsables de expandir la ética do it yourself dentro del ambiente underground estadounidense, con ejemplos claros como la distribución y grabación de su música (la cual era grabada por sus propios medios, ya que Ian Mackaye y Jeff Nelson eran dueños del sello discográfico Dischord), la política de all ages (todas las edades) para la inclusión a menores de edad en sus conciertos y una red independiente para salir de gira dentro o fuera de su país. All Music ha descrito la música de Minor Threat como "icónica"  y señaló que su música se mantuvo y definió mejor en comparación a [la de] sus contemporáneos.
Su estilo se caracterizó por canciones con mensajes directos en sus letras, tocadas muy rápidamente, algunas veces en menos de un minuto. Poco a poco fueron alargando el tempo y dotándolas de una mayor complejidad compositiva. 
Junto con la re-localizada banda en Nueva York Bad Brains y la banda californiana Black Flag (además de otras importantes bandas de otras escenas como California, Boston, Chicago, New York y Portland) Minor Threat estableció el sonido estándar para muchas bandas de mediados de la década de los años 1980 y 1990. Además de ser una influencia determinante en el desarrollo de diversos movimientos y géneros musicales tales como el youth crew, el grunge, el skate punk noventero, el post-hardcore y el thrash metal.
Se vieron rodeados de polémica, ya que se los convirtió en referente principal del estilo de vida y movimiento straight edge (junto con la banda 7 Seconds procedente de Reno, Nevada) debido a su postura opositora al uso de drogas y las relaciones sexuales promiscuas –comúnmente relacionado con el "estereotipo punk" establecido por la banda británica Sex Pistols– exhibidas en el contenido lírico de sus composiciones, donde existía una combinación de autocontrol y protesta explícita. Su primer EP homónimo y su único álbum de estudio Out of Step han recibido excelentes críticas y un número de importantes de reconocimientos.

## Historia
El grupo comenzó en noviembre de 1980 cuando Ian MacKaye (voz) y Jeff Nelson (batería), quienes provenían de Teen Idles se juntaron definitivamente con Lyle Preslar (guitarra) y un amigo de este, Brian Baker (bajo). Juntos formaron Minor Threat y dieron su primer concierto un mes después. Obtuvieron un rotundo éxito en el ámbito hardcore de DC.
A principios de 1981, grabaron su primera maqueta en su propio estudio casero, The Inner Ear Studios, situado en el sótano de la casa de MacKaye y Nelson. Pero descontentos con el resultado (que se editaría en 2003 como First demo tape) entraron a grabar de nuevo todos los temas, la mayoría de los cuales formaron su primera referencia (Minor Threat). Con sus primeras actuaciones y el sencillo recién editado, llegó la polémica, ya que los textos de MacKaye eran muy críticos, no sólo contra el sistema, sino también acerca de la escena punk de la ciudad. Con canciones como «Straight Edge» o «Bottled Violence», atacaron el modo de vida de muchos jóvenes punks, que entraban en la espiral del alcohol, las drogas duras (sobre todo la heroína) y las enfermedades de transmisión sexual. Proclamaron que no bebían alcohol, ni fumaban, ni consumían drogas, ni llevaban una vida sexual promiscua (I'm a person just like you / But I've got better things to do / Than sit around and fuck my head / Hang out with the living dead / Snort white shit up my nose / Pass out at the shows / I don't even think about speed / That's something I just don't need / I've got the straight edge: Soy una persona igual que tú / Pero tengo mejores cosas que hacer / Que quedarme sentado y hacerme mierda la cabeza / Salir con muertos vivientes / Esnifar mierda blanca por la nariz / Desmayarme en los conciertos / Ni siquiera pienso en el speed / Eso es algo que no necesito / Sigo el "Straight Edge"). Su primera referencia es todo un ejemplo de la velocidad con la que tocan: ocho temas en menos de diez minutos.
Su popularidad se disparó y realizaron una gira por las dos costas estadounidenses, congregando en torno a 1000 personas cada noche que actuaron. Por decisión expresa del grupo, todos sus conciertos fueron all ages shows (conciertos para todas las edades). Y fue una consigna que no abandonaron en su corta carrera.
Lyle Preslar decidió estudiar en la universidad, por lo que el grupo se separó, pero después de unos meses, decidió dejar los estudios y continuar con el grupo. Apareció entonces su segundo sencillo In my eyes, en el que las canciones se alargaron (algunas duran hasta dos minutos), sin perder la potencia que les caracteriza ni los demoledores textos de MacKaye. En «Out of step (with the world)» continua la temática Straight Edge ((I) don't smoke / Don't drink / Don't fuck / At least I can fuckin think: No fumo / No bebo / No follo / Por lo menos puedo pensar, ¡hostia!) o en «Guilty of being white», donde hablaba de lo opresivo de vivir en una sociedad en la que uno es minoría, esta vez desde el punto de vista de un blanco que sufre el racismo de una sociedad negra (I'm sorry / For something I didn't do / Lynched somebody / But I don't know who / You blame me for slavery / A hundred years before I was born / Guilty of being white: Lamento / Algo que yo no hice / Lincharon a alguien / Pero no sé a quién / Me culpas de la esclavitud / Cien años antes de que naciera / Culpable de ser blanco). En este caso, la letra ha sido malinterpretada muchas veces, y se ha acusado al grupo de racismo, a pesar de que ela escena hardcore de Washington D. C. siempre se manifestó por ser políticamente comprometida, abiertamente antirracista, antimachista y antisistema.
Durante 1982, la imagen del grupo comenzó a ser cuestionada por mucha gente de la escena hardcore. Desde algunos sectores les reprocharon que se hubieran vuelto a juntar y les tacharon de «vendidos», lo que poco a poco fue desanimando a MacKaye: no querían considerarse abanderados de nadie, ni musical ni ideológicamente, y llevó a MacKaye a justificar todo lo que escribía, de manera que no se le pudiese malinterpretar o tomar como referente de algo.
En 1983, apareció su primer LP y su última referencia en activo: Out of Step. En ese disco introdujeron a un nuevo bajista: Steven Hansgen y Brian Baker pasó a tocar la guitarra, con lo que aumentó un poco más la complejidad de los temas. Además, MacKaye reescribió la letra de «Out of step (with the world)», añadiendo la primera persona a los versos «Don't smoke / Don't drink / Don't fuck» e incluyendo una frase en la que dice «no te estoy diciendo lo que debes hacer», dejando clara su postura de como no-líder de ningún movimiento. La presión sobre el grupo y las diferencias internas hicieron que se disolvieran a finales de ese año.
En 1985 apareció Salad days, que había sido grabado en 1983.
Todos sus discos se editaron en el sello discográfico de Ian MacKaye y Jeff Nelson: Dischord Records, abanderado del "DC hardcore" y aún en activo hoy en día. Dischord siempre ha seguido una política de precios baratos, imprimiéndolos en las propias portadas. Para evitar el precio abusivo que supone el mercado del coleccionismo, editaron Minor Threat: complete discography (Dischord, 1990), el cual siempre mantienen disponible en su catálogo.
Después de Minor Threat, Ian McKaye formó otras bandas: Embrace y Fugazi, de estilo diferente al rápido hardcore que venían haciendo. Fugazi es una de las más reputadas bandas de rock experimental, difícil de encasillar.

## Miembros
- Ian MacKaye – voces (1980–1983)
- Jeff Nelson – batería (1980–1983)
- Lyle Preslar – guitarras (1980–1983)
- Brian Baker – bajo (1980–1982, 1983); guitarras (1982–1983)
- Steve Hansgen – bajo (1982–1983)

## Discografía

### Álbumes de estudio
- Out of Step (1983)

### Álbumes recopilatorios
- Minor Threat (1984)
- Complete Discography (1989)

### EPs
- Minor Threat (1981)
- In My Eyes (1981)
- Salad Days (1985)
- Out Of The Step Outtakes (2023)

### Demos
- First Demo Tape (1981, lanzado en 2003)

### Apariciones en recopilatorios
- Flex Your Head (1982) – "Stand Up", "12XU"
- Dischord 1981: The Year in 7"s (1995) incluye los dos primeros EP's
- 20 Years of Dischord (2002) – "Screaming at a Wall", "Straight Edge" (live), "Understand", "Asshole Dub"
- Left of the Dial: Dispatches from the '80s Underground (2004) – "Straight Edge"
- American Hardcore: The History of American Punk Rock 1980-1986 (2006) – "Filler"